# Billinghurst
Billinghurst es una localidad de la provincia de Buenos Aires dentro del área del conurbano del Gran Buenos Aires, Argentina. Pertenece al partido de General San Martín.

## Geografía

### Población
Contaba con 19,137 habitantes (Indec, 2001), situándose como la 8ª localidad del partido.

## Toponimia
Debe su nombre a Mariano Billinghurst, un empresario argentino que se destacó por haber creado las líneas de tranvías a caballo en la ciudad de Buenos Aires.
Fue concesionario de un ferrocarril de Buenos Aires a Rosario, cuya estación a su paso por el Partido de General San Martín se ubicaría donde más tarde surgiría la localidad. El proyecto fracasó, generando un perjuicio económico para el empresario. Sin embargo, el trazado del futuro pueblo prosperó.

## Historia
En 1583, el teniente gobernador Antonio Torres de Pineda entregó varias "suertes" (terrenos) con frente a las fangosas costas del río de las Conchas, las que al correr del tiempo, unidas, constituyeron el Partido de General San Martín. El costado lateral de la primera de estas suertes de chacras limitaba con el contrafrente de las del Río de la Plata, configurando la separación imaginaria de lo que es hoy San Isidro y Vicente López y la última fracción conocida por la "de Caseros", límite con Morón. Todas estas chacras, con el tiempo y dependiendo de San Isidro, constituyeron los "pagos de los Santos Lugares". 
En 1856 comienza a originarse el pueblo de San Martín, el que en 1864 se convierte en el hoy Partido de General San Martín. En 1959 el partido fue dividido en dos, por razones de gobernabilidad, y las chacras de los "Franciscanos" y las de "Caseros" pasaron a formar, con otras, el Partido de Tres de Febrero. Una de las chacras de la zona, la de Fiorini, vecina de la de Méndez, Perdriel y Pueyrredón, fue testigo y parte del escenario de la heroica defensa y reconquista del terruño, en 1806, durante las Invasiones Inglesas. 
En esa época, la chacra pertenecía a Doña Petrona Illesca, quien la había comprado el 26 de agosto de 1802 a Don Matías Obanobarrena. Tuvo varios compradores, hasta que el 24 de octubre de 1836 fue comprada por Don Pedro Ortíz y Don Agustín Díaz. La poseyeron por poco tiempo, pues seis meses después esa extensa porción de tierra, situada en los Santos Lugares, entonces Partido de San Isidro, es adquirida por Don Jacobo Fiorini, a quien se lo conocía por "Lorenzo, el Pintor", por la suma de 20.000 pesos.
De la escritura se deduce que el poseedor tenía una muy buena posición financiera, y además se sabe de que era uno de los mejores retratistas de la época. Fiorini fue quien más tiempo tuvo en su poder esa Suerte de Chacra (entre 1837 y 1872). Es interesante destacar que aún vivía cuando comienza a gobernar el país Justo José de Urquiza, primer presidente constitucional, el 5 de marzo de 1854 (y a su vez también cuando asume, el 12 de abril de 1854, el primer gobernador de la Provincia de Buenos Aires, Don Pastor Obligado).
Fiorini nunca llegaría a saber que mientras sus tierras estaban en sucesión, el Pueblo de Santos Lugares cambiaría de nombre, pasando a llamarse General San Martín, y que por expediente del 18 de diciembre de 1856, se autoriza la constitución de una comisión, dependiente del Gobernador, para fundar y poblar, según planos topográficos, dicho pueblo, el que años más tarde, el 25 de febrero de 1864, sería erigido en partido. 
Transcurrieron años difíciles, problemas de límites en la provincia, las epidemias de cólera y fiebre amarilla; pero también épocas de progreso, mejora de las comunicaciones, creación de escuelas en la campaña, creación del Consejo de Instrucción Pública y delineación de nuevos pueblos. El 2 de septiembre de 1871, siendo presidente Domingo Faustino Sarmiento, se autoriza al gobernador Emilio Castro a contratar a empresas privadas para construir el tendido de un ferrocarril de Buenos Aires a Rosario. El 24 de noviembre de ese año, habiéndose presentado a la licitación 9 empresas, se le adjudica la obra a la de "Don Mariano Billinghurst y Cía". Dicho ferrocarril, proyectado con la misma trocha que el ferrocarril del Oeste, debía arrancar de la estación Almagro y llegar a la estación San Martín (de acuerdo a lo expresado en los avisos de venta); esta última no precisamente ubicada en el lugar de la actual. 
El tendido se paralizó por razones económicas, pues el capital que debían aportar por contrato las compañías inglesas asociadas no se concretó, perdiendo Mariano Billinghurst los depósitos de garantía dados al firmar la concesión. Las obras de terraplenes llegaron hasta San Miguel; las gestiones continuaron hasta que en 1876 la compañía entra en quiebra. 
Ocho meses después, el 5 de agosto de 1872, Don José F. Piaggio compra la chacra del "retratista" en remate público, por la suma de 1.550.000 pesos moneda corriente, según consta en la escritura de fojas 170 del Registro del Escribano Manuel S. Lagos, del año 1872. Poco tiempo estuvo en su poder, pues fallece. El ferrocarril que fue iniciado con mucho entusiasmo el 29 de abril de 1873, día en que se coloca su piedra fundamental, y el que nunca llegó a terminarse, fue sin lugar a dudas uno de los alicientes para la compra por el Dr. Miguel Navarro Viola y Don Enrique Quintana de la suerte de chacra, cuya escritura a la sucesión de José F. Piaggio le otorgan el 4 de marzo de 1873, por orden del Juez Dr. Beláustegui en la suma de 3.250.000 pesos moneda corriente, dado que anteriormente, en vida de su dueño, habían comenzado la operación. El terreno para esa época lindaba al noreste con el de Don Antonio Pisano, Don Floro Vega y Don Luis Bonich; por el noroeste con terreno municipal; por el sureste con el del Sr. Colombo; y por el suroeste con el de Don José María Bosch, según consta en la escritura del registro anteriormente citado. 
Concretada la compra, sobre una parte de la chacra, la más bonita y ondulada, y a un paso de la línea férrea proyectada por Billinghurst, se traza el futuro pueblo y lo ponen en venta a través de la Agencia "La Terrenal" de Buenos Aires, de los Sres. Denehy y Miroli, siendo publicados avisos desde el 18 de octubre de 1873 en los diarios La Prensa, El Nacional y El Arjentino, relatando que se encuentra en construcción la iglesia, frente a la plaza principal que llevaría el nombre de “Concordia”. Se debe aclarar que la compra tenía una modalidad distinta a lo común, pues no era por "remate", sino en venta a plazo fijo. 
Los avisos fueron creciendo en tamaño a medida que pasaban los días, relatando que se encontraba en construcción la Iglesia, hasta que para el 30 de noviembre de ese año se invitaba a los interesados "a tomar el tren de las 10 de la mañana, en la Estación Parque y al llegar a la Estación San Martín, tomar los carruajes que los conducirán a los terrenos en venta, y a presenciar la colocación de la Piedra Fundamental de dicha Iglesia, ya muy adelantada, pues ya estaban colocados los marcos de la misma; concluida esta solemnidad habrá lunch con cerveza y vino y una selecta banda de música tocará los Himnos Nacionales de Buenos Aires y las patrias hermanas de la madre Europa". Lamentablemente, ese día llovió en forma torrencial y el acto se postergó para el domingo 7 de diciembre. Debe haber sido todo un éxito, pues el día 14 de diciembre invitaban a los interesados a aprovechar los pocos lotes que habían quedado sin vender.
Corroborando la veracidad de esos avisos, el Centro de Investigaciones Históricas de Billinghurst tiene en su archivo fotocopia del plano de venta y el resumen de las escrituras desde el año 1873 al 1886, con nombre, lote y manzana de 402 compradores que escrituraron más de 1000 lotes de terreno. Así nació este pueblo, de 105 manzanas, el primero fundado como tal en el partido General San Martín, por medio de venta a precio fijo, no en remate, como se estilaba en la época.

## Parroquias de la Iglesia católica en Billinghurst
| Diócesis  | San Martín         |
| --------- | ------------------ |
| Parroquia | La Sagrada Familia |

## Billinghurstenses destacados
- Agustin Herrera (ilussao)
- Dante Gebel (pastor)